# 1ª Divisão 1969 (hockey su pista)
La 1ª Divisão 1969 è stata la 29ª edizione del torneo di primo livello del campionato portoghese di hockey su pista. La manifestazione fu disputata tra l'8 agosto e il 13 dicembre 1969. Il titolo è stato conquistato dal Lourenço Marques, club della città di Maputo allora conosciuta come Lourenço Marques e facente parte dell'Impero portoghese, per la prima volta nella sua storia.

## Stagione

### Formula
La 1ª Divisão 1969 vide i club partecipanti divisi in gironi regionali; ogni girone fu organizzato con un girone all'italiana, con gare di andata e ritorno. Erano assegnati tre punti per l'incontro vinto e due punti a testa per l'incontro pareggiato, mentre ne era attribuito uno solo per la sconfitta. Al termine delle eliminatorie le migliori quattro squadre si qualificarono alla fase finale; la vincitrice venne proclamata campione del Portogallo.

## Campeonato metropolitano

### Zona Norte

#### Regional do Aveiro
|  | Pos. | Squadra                   | Pt | G | V | N | P | GF | GS | DR  |
|  | ---- | ------------------------- | -- | - | - | - | - | -- | -- | --- |
|  | 1.   | Termas                    | 12 | 4 | 4 | 0 | 0 | 39 | 7  | +32 |
|  | 2.   | Sport Clube Beira-Mar     | 6  | 4 | 1 | 0 | 3 | 11 | 21 | -10 |
|  | 3.   | Sport Clube Conimbricense | 6  | 4 | 1 | 0 | 3 | 13 | 35 | -22 |

Legenda:
  Qualificato alla fase finale del campeonato metropolitano.
Note:
Tre punti a vittoria, due a pareggio, uno a sconfitta.

#### Regional do Porto
|  | Pos. | Squadra           | Pt | G  | V | N | P | GF | GS | DR |
|  | ---- | ----------------- | -- | -- | - | - | - | -- | -- | -- |
|  | 1.   | Porto             | ?  | 22 |   |   |   |    |    |    |
|  | 2.   | Valongo           | ?  | 22 |   |   |   |    |    |    |
|  | 3.   | Carvalhos         | ?  | 22 |   |   |   |    |    |    |
|  | 4.   | Infante de Sagres | ?  | 22 |   |   |   |    |    |    |
|  | 5.   | Académica         | ?  | 22 |   |   |   |    |    |    |
|  | 6.   | Espinho           | ?  | 22 |   |   |   |    |    |    |
|  | 7.   | Sanjoanense       | ?  | 22 |   |   |   |    |    |    |
|  | 8.   | Estrela           | ?  | 22 |   |   |   |    |    |    |
|  | 9.   | Vilanovense       | ?  | 22 |   |   |   |    |    |    |
|  | 10.  | Boavista          | ?  | 22 |   |   |   |    |    |    |
|  | 11.  | Cdup              | ?  | 22 |   |   |   |    |    |    |
|  | 12.  | Augias do Porto   | ?  | 22 |   |   |   |    |    |    |

Legenda:
  Qualificato alla fase finale del campeonato metropolitano.
      Retrocesse in 2ª Divisão 1970.
Note:
Tre punti a vittoria, due a pareggio, uno a sconfitta.

### Zona Sul

#### Regional do Leiria
|  | Pos. | Squadra    | Pt | G | V | N | P | GF | GS | DR |
|  | ---- | ---------- | -- | - | - | - | - | -- | -- | -- |
|  | 1.   | Turquel    | ?  |   |   |   |   |    |    |    |
|  | 2.   | Marinhense | ?  |   |   |   |   |    |    |    |

Legenda:
  Qualificato ai play-off.
Note:
Tre punti a vittoria, due a pareggio, uno a sconfitta.

#### Regional do Lisbona
|  | Pos. | Squadra             | Pt | G  | V  | N | P  | GF  | GS  | DR  |
|  | ---- | ------------------- | -- | -- | -- | - | -- | --- | --- | --- |
|  | 1.   | CUF Barreiro        | 58 | 22 | 16 | 4 | 2  | 70  | 38  | +32 |
|  | 2.   | Paço de Arcos       | 56 | 22 | 17 | 0 | 5  | 112 | 52  | +60 |
|  | 3.   | Oeiras              | 53 | 22 | 14 | 3 | 5  | 87  | 50  | +37 |
|  | 4.   | Benfica             | 52 | 22 | 15 | 1 | 5  | 105 | 55  | +50 |
|  | 5.   | Cascais             | 44 | 22 | 11 | 2 | 9  | 83  | 67  | +16 |
|  | 6.   | Parede              | 41 | 22 | 8  | 3 | 11 | 61  | 69  | -8  |
|  | 7.   | Campo de Ourique    | 41 | 22 | 9  | 2 | 11 | 80  | 102 | -22 |
|  | 8.   | Sporting CP         | 38 | 22 | 8  | 2 | 12 | 67  | 85  | -18 |
|  | 9.   | Sintra              | 34 | 22 | 6  | 6 | 10 | 69  | 76  | -7  |
|  | 10.  | Juventude Salesiana | 37 | 22 | 6  | 3 | 13 | 61  | 78  | -17 |
|  | 11.  | Belenenses          | 35 | 22 | 5  | 3 | 14 | 66  | 117 | -51 |
|  | 12.  | Fisica              | 28 | 22 | 2  | 2 | 18 | 56  | 128 | -72 |

Legenda:
  Qualificato alla fase finale del campeonato metropolitano.
      Retrocesse in 2ª Divisão 1970.
Note:
Tre punti a vittoria, due a pareggio, uno a sconfitta.

#### Regional do Santerem
|  | Pos. | Squadra        | Pt | G | V | N | P | GF | GS | DR |
|  | ---- | -------------- | -- | - | - | - | - | -- | -- | -- |
|  | 1.   | Sporting Tomar | ?  |   |   |   |   |    |    |    |
|  | 2.   | Rossiense      | ?  |   |   |   |   |    |    |    |
|  | 3.   | Torres Novas   | ?  |   |   |   |   |    |    |    |
|  | 4.   | Ouriense       | ?  |   |   |   |   |    |    |    |

Legenda:
  Qualificato ai play-off.
Note:
Tre punti a vittoria, due a pareggio, uno a sconfitta.

#### Play-off zona sul
|  | Pos. | Squadra        | Pt | G | V | N | P | GF | GS | DR |
|  | ---- | -------------- | -- | - | - | - | - | -- | -- | -- |
|  | 1.   | Rossiense      | ?  |   |   |   |   |    |    |    |
|  | 2.   | Marinhense     | ?  |   |   |   |   |    |    |    |
|  | 3.   | Sporting Tomar | ?  |   |   |   |   |    |    |    |
|  | 4.   | Turquel        | ?  |   |   |   |   |    |    |    |

Legenda:
  Qualificato alla fase finale del campeonato metropolitano.
Note:
Tre punti a vittoria, due a pareggio, uno a sconfitta.

### Fase finale campeonato metropolitano

#### Zona Norte
|  | Pos. | Squadra   | Pt | G | V | N | P | GF | GS | DR  |
|  | ---- | --------- | -- | - | - | - | - | -- | -- | --- |
|  | 1.   | Porto     | 11 | 6 | 5 | 1 | 0 | 40 | 4  | +36 |
|  | 2.   | Carvalhos | 8  | 6 | 3 | 2 | 1 | 19 | 11 | +8  |
|  | 3.   | Valongo   | 5  | 6 | 2 | 1 | 3 | 24 | 10 | +14 |
|  | 4.   | Termas    | 0  | 6 | 0 | 0 | 6 | 8  | 66 | -58 |

Legenda:
  Qualificato al girone finale del campeonato metropolitano.
Note:
Due punti a vittoria, uno a pareggio, zero a sconfitta.

#### Zona Sul
|  | Pos. | Squadra       | Pt | G | V | N | P | GF | GS | DR  |
|  | ---- | ------------- | -- | - | - | - | - | -- | -- | --- |
|  | 1.   | Paço de Arcos | 12 | 6 | 6 | 0 | 0 | 29 | 8  | +21 |
|  | 2.   | CUF Barreiro  | 7  | 6 | 3 | 1 | 2 | 16 | 14 | +2  |
|  | 3.   | Oeiras        | 5  | 6 | 2 | 1 | 3 | 17 | 20 | -3  |
|  | 4.   | Rossiense     | 0  | 6 | 0 | 0 | 6 | 13 | 33 | -20 |

Legenda:
  Qualificato al girone finale del campeonato metropolitano.
Note:
Due punti a vittoria, uno a pareggio, zero a sconfitta.

#### Girone finale
|  | Pos. | Squadra       | Pt | G | V | N | P | GF | GS | DR |
|  | ---- | ------------- | -- | - | - | - | - | -- | -- | -- |
|  | 1.   | Porto         | 15 | 6 | 4 | 1 | 1 | 13 | 9  | +4 |
|  | 2.   | CUF Barreiro  | 14 | 6 | 3 | 2 | 1 | 11 | 6  | +5 |
|  | 3.   | Carvalhos     | 10 | 6 | 1 | 2 | 3 | 6  | 12 | -6 |
|  | 4.   | Paço de Arcos | 9  | 6 | 0 | 3 | 3 | 4  | 7  | -3 |

Legenda:
      Vince il campeonato metropolitano e ammessa alla fase finale.
Note:
Tre punti a vittoria, due a pareggio, uno a sconfitta.

## Fase finale

### Classifica
|  | Pos. | Squadra                | Pt | G | V | N | P | GF | GS | DR  |
|  | ---- | ---------------------- | -- | - | - | - | - | -- | -- | --- |
|  | 1.   | Lourenço Marques       | 9  | 6 | 4 | 1 | 1 | 22 | 11 | +11 |
|  | 2.   | Porto                  | 9  | 6 | 4 | 1 | 1 | 19 | 10 | +9  |
|  | 3.   | Sport Luanda e Benfica | 4  | 6 | 2 | 0 | 4 | 9  | 19 | -10 |
|  | 4.   | AC Mocamedes           | 2  | 6 | 1 | 0 | 5 | 5  | 15 | -10 |

Legenda:
      Campione del Portogallo e ammessa alla Coppa dei Campioni 1969-1970.
Note:
Due punti a vittoria, uno a pareggio, zero a sconfitta.

### Risultati
| Andata (1ª) | Andata (1ª) | Prima giornata                      | Ritorno (4ª) | Ritorno (4ª) |
|             |             |                                     |              |              |
| 6 dic.      | 2-2         | Porto-Lourenço Marques              | 1-2          | 10 dic.      |
| 6 dic.      | 4-3         | AC Mocamedes-Sport Luanda e Benfica | 1-2          | 10 dic.      |

| Andata (2ª) | Andata (2ª) | Seconda giornata              | Ritorno (5ª) | Ritorno (5ª) |
|             |             |                               |              |              |
| 7 dic.      | 7-3         | Lourenço Marques-AC Mocamedes | 6-3          | 11 dic.      |
| 7 dic.      | 1-2         | Sport Luanda e Benfica-Porto  | 1-7          | 11 dic.      |

| \| Andata (3ª) \| Andata (3ª) \| Terza giornata \| Ritorno (6ª) \| Ritorno (6ª) \| \| \| \| \| \| \| \| 8 dic. \| 1-2 \| Lourenço Marques-Sport Luanda e Benfica \| 0-4 \| 27 nov. \| \| 8 dic. \| 3-1 \| Porto-AC Mocamedes \| 4-3 \| 27 nov. \| |             |                                         |              |              |
| Andata (3ª) | Andata (3ª) | Terza giornata                          | Ritorno (6ª) | Ritorno (6ª) |
| |             |                                         |              |              |
| 8 dic. | 1-2         | Lourenço Marques-Sport Luanda e Benfica | 0-4          | 27 nov.      |
| 8 dic. | 3-1         | Porto-AC Mocamedes                      | 4-3          | 27 nov.      |

### Spareggio
| Luanda 13 dicembre 1969 | Lourenço Marques | 2 – 1 | Porto |  |